# Grent Halili
Grent Halili (Tirana, 24 maggio 1998) è un ex calciatore albanese, di ruolo attaccante.

## Carriera

### Club
Il 4 aprile 2015 fa il suo debutto col Tirana nella massima divisione del campionato albanese.

### Nazionale
Nel 2017 ha giocato 2 partite con la maglia della nazionale albanese Under-21.

## Statistiche

### Presenze e reti nei club
Statistiche aggiornate al 13 marzo 2021.
| Stagione        | Squadra         | Campionato      | Campionato | Campionato | Coppe nazionali | Coppe nazionali | Coppe nazionali | Coppe continentali | Coppe continentali | Coppe continentali | Altre coppe | Altre coppe | Altre coppe | Totale | Totale |
| Stagione        | Squadra         | Comp            | Pres       | Reti       | Comp            | Pres            | Reti            | Comp               | Pres               | Reti               | Comp        | Pres        | Reti        | Pres   | Reti   |
| --------------- | --------------- | --------------- | ---------- | ---------- | --------------- | --------------- | --------------- | ------------------ | ------------------ | ------------------ | ----------- | ----------- | ----------- | ------ | ------ |
| ott. 2014-2015  | Tirana          | KS              | 2          | 0          | CA              | 4               | 2               | -                  | -                  | -                  | -           | -           | -           | 6      | 2      |
| 2015-2016       | Tirana          | KS              | 12         | 0          | CA              | 2               | 1               | -                  | -                  | -                  | -           | -           | -           | 14     | 1      |
| 2016-2017       | Tirana          | KS              | 15         | 0          | CA              | 8               | 3               | -                  | -                  | -                  | -           | -           | -           | 23     | 3      |
| 2017-2018       | Tirana          | KP              | 17         | 4          | CA              | 5               | 0               | UEL                | 0                  | 0                  | SA          | 1           | 0           | 23     | 4      |
| 2018-2019       | Tirana          | KS              | 18         | 1          | CA              | 6               | 0               | -                  | -                  | -                  | -           | -           | -           | 24     | 1      |
| 2019-2020       | Tirana          | KS              | 24         | 3          | CA              | 6               | 1               | -                  | -                  | -                  | -           | -           | -           | 30     | 4      |
| 2020-2021       | Tirana          | KS              | 21         | 1          | CA              | 2               | 0               | UCL+UEL            | 0+1                | 0                  | SA          | 1           | 0           | 25     | 1      |
| Totale carriera | Totale carriera | Totale carriera | 109        | 9          |                 | 33              | 7               |                    | 1                  | 0                  |             | 2           | 0           | 145    | 16     |

## Palmarès

### Club

#### Competizioni nazionali
- Campionato albanese: 1

Tirana: 2019-2020
- Coppa d'Albania: 1

Tirana: 2016-2017
- Supercoppa d'Albania: 1

Tirana: 2017